# Пети Смит
Патриша Ли Смит (енгл. Patricia Lee Smith; Чикаго, 30. децембар 1946) је америчка певачица, песникиња и визуелна уметница. Смитова је својим дебитантским албумом Horses из 1975. значајно утицала на појаву и развој панк покрета, чиме је себи прибавила надимак „Кума панка“. Позната је и по успешном спајању рок-музике и поезије.
Највећу популарност донела јој је песма Because the Night у чијем стварању је имао удела и Брус Спрингстин. Песма је 1978. године на Билбордовој хот 100 листи заузела 13. место. Од 2007. чланица је Куће славних рокенрола у Кливленду.
Године 2010. добила је награду National Book Award за књигу мемоара Just Kids („Само деца“). До сада је објавила једанаест студијских албума, а последњи албум се изашао 2012. године под називом Banga.
Добитник је Polar Music Prize за 2011. годину, јер је "својим радом показала колико поезије у ствари има у рокенролу и колико рокенрола у поезији".

## Дискографија
- Horses (1975)
- Radio Ethiopia (1976)
- Easter (1978)
- Wave (1979)
- Dream of Life (1988)
- Gone Again (1996)
- Peace and Noise (1997)
- Gung Ho (2000)
- Trampin' (2004)
- Twelve (2007)
- Banga (2012)